# Kandil-Berge
Die Kandil-Berge sind eine Gebirgsregion auf irakischem Territorium im Gouvernement Erbil nahe der irakisch-iranischen Grenze, etwa 100 km südlich der Türkei. Das Gebiet ist Teil des Zāgros-Gebirges und schwer zugänglich. Die höchsten Gipfel erreichen mehr als 3000 Meter, der höchste Berg Kuhe Haji Ebrahim 3587 m.
Seine Bedeutung erhält das Gebiet durch seine Funktion als Rückzugsgebiet der Arbeiterpartei Kurdistans (PKK) und ihrer iranischen Teilorganisation, der Partei für ein Freies Leben in Kurdistan („Partiya Jiyana Azad a Kurdistanê“ PJAK). Diese Organisationen kontrollieren ein rund 50 km² großes Gebiet. In den letzten Jahren wurde das Gebiet mehrfach durch die türkische Luftwaffe und iranische Artillerie angegriffen.